# Florian Jungwirth
Pour les articles homonymes, voir Jungwirth.
Florian Jungwirth (né le 27 janvier 1989 à Gräfelfing près de Munich) est un footballeur allemand jouant au poste de défenseur. Il passe les dix premières saisons de son parcours professionnel dans son pays natal avant de rejoindre la Major League Soccer où il joue sept saisons avant de mettre un terme à sa carrière sportive en janvier 2023.

## Biographie
Le 27 janvier 2023, Florian Jungwirth annonce mettre un terme à sa carrière sportive et rejoint immédiatement l'encadrement technique de son dernier club, les Whitecaps de Vancouver, en tant qu'entraîneur adjoint à Vanni Sartini.

## Palmarès

### En club
Whitecaps de Vancouver
- Vainqueur du Championnat canadien en 2022

### En sélection
- Vainqueur du Championnat d'Europe des moins de 19 ans 2008 avec l'Allemagne.